# Moorea

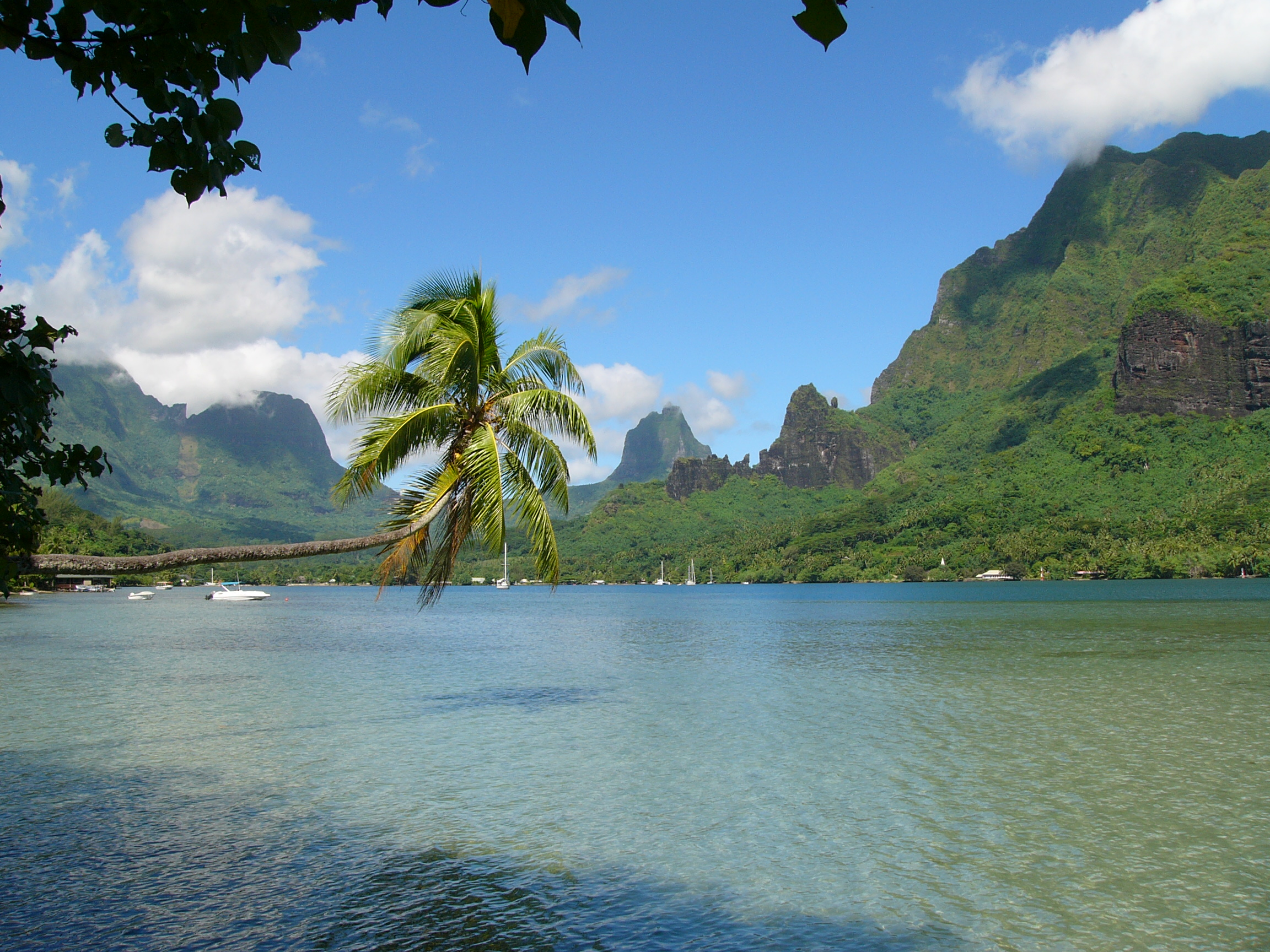
Badia de Cook a Moorea

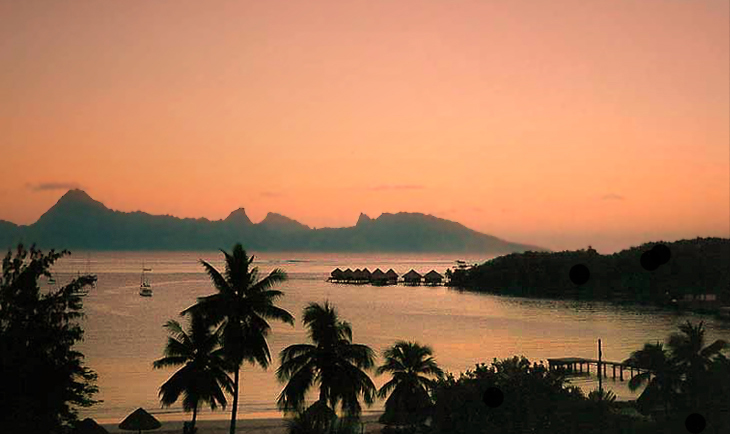
Vista de Moorea a ponent de Tahití

Moorea (Mo’orea en tahitià normalitzat) és una illa volcànica de l'arxipèlag de la Societat a la Polinèsia Francesa. A només 17 km al nord-oest de Tahití és anomenada a vegades com «l'illa germana».

## Geografia
La superfície total és de 133,5 km², i l'altitud màxima és de 1.207 m al Mont Tohiea. L'illa té un perfil muntanyós, amb els seus vessants coberts de plantacions de pinya, alvocats i pomelos. A més de les dues gran badies, té vuit valls que formen una estrella. Una altra llegenda diu que l'illa és un pop. Al voltant està rodejada d'una llacuna amb platges de sorra.
Aquest perfil rocós i escarpat, present constantment a ponent de Tahití, va fer que l'escriptor nord-americà William Sommerset Maugham, al llibre The Moon and Sixpence (1919), la descrigués com una Montserrat del Pacífic.
L'illa té 14.226 habitants al cens del 2002, distribuïts en les comunes associades de Afareaitu, Haapiti, Paopao, Papetoai i Teavaro. Junt amb Maiao forma la comuna de Moorea-Maiao amb 14.550 habitants.

## Història
El nom històric és Aimeho, o Eimeo, que vol dir «refugi». La proximitat amb Tahití feia que s'utilitzés com a refugi pels guerrers derrotats. Un exiliat va ser el rei Pomare II que el 1808 s'hi instal·là durant set anys després de la revolta provocada en intentar establir un regne absolutista. Avui continua sent un refugi de cap de setmana pels que volen fugir de la capital Papeete.
Per Samuel Wallis (1767) va ser l'illa de York, i per l'espanyol Domingo Boenechea (1772) l'illa de Santo Domingo. Va ser George Vancouver, el 1791, que la va anomenar Morea, encara que només era el nom d'un dels districtes i s'ha acabat aplicant a tota l'illa.
El nom de Mo’orea vol dir «llangardaix daurat». Una llegenda explica que un llangardaix gegant va partir amb la cua les dues badies al nord. Aquestes badies són les de Opunohu i la de Cook o Paopao. De fet James Cook, el 1777, va ancorar a la badia de Opunohu i no a la de Paopao. El mirador de Belvedere (o Roto Nui) és un punt d'atracció amb esplèndides vistes a les dues badies.